# Театр ляльки, маски і актора «Гротеск»
Театр ляльки, маски і актора «Гротеск» (пол. Teatr Lalki, Maski i Aktora Groteska) — ляльковий театр у польському місті Кракові.

## Загальна інформація
Театр ляльки, маски і актора «Гротеск» розташований у краківському середмісті в історичному будинку, в якому працює від часу заснування, на розі вулиць Крупніча (Krupnicza) та Скарбова (Skarbowa), власне за адресою:
вул. Скарбова, буд. 2, м. Краків (Польща).
Театр має цікаву сцену радіальної форми (півколо), що розрахована на 276 місць, у тому числі 228 — у партері та 48 — на балконі.
Чинним директором театру (від 1998 року) є Адольф Вельтшек (Adolf Weltschek).

## З історії театру
Ляльковий театр у Кракові постав відразу по ІІ Світовій війні 9 червня 1945 року стараннями Зофії (Софії) та Владислава Ярем (пол. Zofia i Władysław Jaremy) як дитячий театр. Практично від заснування заклад діяв і як сцена творчих пошуків, зокрема театр маски й актора, розрахований на більш дорослу й сталішу авдиторію.
Прем'єрною виставою театру став спектакль «Цирк Тарабумба» (пол. Cyrk Tarabumba) у постановці Владислава Яреми. Першою директоркою закладу була Зофія Ярема, яку патронували Славомир Мрожек та Костянтин Ільдефонс Гальчинський (Konstanty Ildefons Gałczyński), що позначилось на формах театральних постановок — тоді переважали політична метафора та поезія.
Мейнстримом тогочасної діяльності театру для дорослого глядача стали такі видатні інсценуації, як «Мучеництво Пйотра О'хея» (пол. Męczeństwo Piotra Ohey’a) Славомира Мрожека (1959) чи «Картотека» (пол. Kartoteka) Тадеуша Ружевича (1961). Звичайно, ставились численні вистави для дітей та молоді.
У 1975 році керівництво театру обійняла Фреда Ланцевич (Freda Leniewicz). І тоді ж на сцені з'являється низка постановок за класикою дитячої літератури: «Попелюшка», «Білосніжка», «Аліса в країні чудес», «Снігова королева» тощо. Наступним художнім керівником театру став Ян Полевка (Jan Polewka), якому вдавалось поєднувати своє авторське бачення театру з традиціями попередніх досягнень. У своїх художніх концепціях, серед іншого, Полевка використовував культуру Далекого Сходу, маски комедії дель арте, або своє захоплення іспанським живописом.
Починаючи від 1998 року директором театру «Гротеск» є Адольф Вельтшек. Концепція закладу лишається незмінною — це поєднання ляльок, масок і акторської майстерності, при тому творчість колективу, як і раніше, спрямована на різні вікові категорії, з акцентуванням на дітей та молодь.

## Репертуар та діяльність
Репертуар краківського Театру ляльки, маски і актора «Гротеск» традиційно включає як вистави для дітей, так і для молоді й навіть дорослої авдиторії.
Афіша театру «Гротеск» складається з вистав за 3 тематичними напрямами: постановки за казками, байками та міфами. Казки (традицйні європейські, народні та літературні) — зазвичай це лялькові вистави для найменших глядачів («Кіт у чоботях», «Червоний капелюшок», «Попелюшка», «Казка про шевчика» тощо), байки та притчі найчастіше адресовані для перегляду цілими родинами, а вже міфи («Пригоди Одіссея»), сюди ж підключається й світова літературна класика («Дон Кіхот», «Майстер та Маргарита» тощо) та пригодницька література, — це дуже часто експериментальний театр, розрахований якраз на більш дорослого глядача. 
У теперішній час щороку в березні на базі Театру ляльки, маски і актора «Гротеск» відбувається «Фестиваль малих театральних форм» (пол. Festiwal Małych Form Teatralnych), який уперше було організовано ще 1969 року.

## Виноски
1. ↑  Розклад зали [Архівовано 2010-10-09 у Wayback Machine.] на Офіційна вебсторінка театру (пол.)
2. ↑  Європейська театральна архітектура — Arts and Theatre Institute.
3. ↑  Репертуар (театру) [Архівовано 15 березня 2010 у Wayback Machine.] на Офіційна вебсторінка театру [Архівовано 28 березня 2010 у Wayback Machine.] (пол.)